# Robert Raušenberg
Robert Raušenberg (1925) bio je američki umetnik. Rođen je u radničkoj porodici u Teksasu. Jedan je od najistaknutijih američkih umetnika i preteča je američkog pop-arta. Za njegov razvoj presudno je bilo pohađanje avangardnog koledža Blek Mauntin od 1948. godine, čija se nastava zasnivala na konceptu Bauhaus škole. Sam koledž podsticao je eksperimentisanje, što je Raušenberga odvratilo od čistog slikarstva i podstaklo da se posveti analizi samog koncepta umetnosti. 
Na Blek Mauntinu 1951. godine nastaje serija Belih slika koje je 1953. izložio u galeriji Stejbl. Stvarao je konceptualnu umetnost poput Dišana. Nju je određivao slučaj, a jedini cilj bio je da zabeleži svet onakav kakav jeste. Ove njegove slike raskidaju sa kolorizmom i senzualnošću njujorške škole, one su bile antiteza izrazito ličnom apstraktnom ekspresionizmu koji je dominirao njujorškom scenom u tom trenutku. Ta i mnoga druga konceptualna dela koja su nastala u tom periodu imala su za cilj da uklone umetnika iz umetničkog dela i postave pitanja: šta je umetnost? kako ona funkcioniše?
Nije bio zainteresovan za slikanje stvarnog života, već za njegovo ponovno prikazivanje. 

## Kombinovane slike
Od 1953. Raušenberg razvija princip combine paintings (kombinovane slike). Koristi raznorazne elemente: krpe, fotografije, preparirane životinje, predmete sakupljene sa otpada. Stvarnost je ugradio u svoju umetnost. Stvara asamblaže (combines), inovativna dela koja udružuju slikarstvo, skulpturu, kolaž i različite materijale najčešće uzete iz urbanog okruženja (primer je njegova Odaliska iz 1955-1958. godine). 
Raušenberg već od svoje prve samostalne izložbe postaje jedan od vodećih umetnika ove generacije. Njegovi asamblaži odigrali su veliku ulogu u redefinisanju umetnosti. Umetnost se više nije svodila samo na slikarstvo, radove na papiru, skulpturu, njena sredstva više nisu imala ograničenja. Umetnost je izašla iz galerija u stvarnost, ponekad se mešala sa svakodnevnim životom. Umetnost često nije bila objekat već se pretvarala u nešto privremeno i prolazno, nešto što se ne može kupiti niti prodati.

## Galerija
- Robert Raušenberg, Riding Bikes, Berlin, Nemačka, 1998
- Raušenbergova izložba "Scenarios" u Vilijam Grifin galeriji

## Literatura
- Jansonova istorija umetnosti, Dejvis, Deni, Hofrihter, Džejkobs, Roberts, Sajmon, Mono i Manjana, 2008
- Nova istorija umetnosti, Klod Frontizi, Mono i Manjana, Beograd, 2005
- Pop Art, Tilman Osterworld, Taschen, Keln, 2007

## Spoljašnje veze
- B92 Umro umetnik Robert Raušenberg